# Calliteara cerigoides
Calliteara cerigoides är en fjärilsart som beskrevs av Walker 1862. Calliteara cerigoides ingår i släktet harfotsspinnare, och familjen tofsspinnare. Inga underarter finns listade i Catalogue of Life.